# Le Rapport Campbell
Pour les articles homonymes, voir Campbell.
Le Rapport Campbell (titre original : The China Study) est un ouvrage publié en 2005 et rédigé par T. Colin Campbell, professeur américain de biochimie nutritionnelle à l'université Cornell, et son fils, Thomas M. Campbell II.

## Étude et thèses
Le livre examine la relation entre la consommation de produits animaux et des maladies, telles que les cancers du sein, de la prostate, et du gros intestin, le diabète, les maladies coronariennes, l'obésité, les maladies auto-immunes, l'ostéoporose, les maladies dégénératives du cerveau et le syndrome maculaire. Les auteurs s'appuient sur les données du China Project, une étude comparative des taux de mortalité de douze types de cancer différents en Chine rurale et aux États-Unis sur une période de vingt ans. Cette étude a été menée conjointement par l'université Cornell, l'université d'Oxford et l'Académie chinoise de médecine préventive. Le livre s'appuie également sur plusieurs centaines d'études dont les références sont données à la fin du livre.
Les auteurs introduisent et expliquent les conclusions des études scientifiques corrélant des régimes alimentaires riches en aliments d'origine animale avec des maladies. Ils concluent que les régimes alimentaires riches en protéines, tout particulièrement en protéines animales (notamment la caséine du lait de vache), sont fortement liés à des maladies telles que les maladies coronariennes, un grand nombre de cancers et les diabètes de type 1 et[Information douteuse] 2.
Les auteurs recommandent un régime alimentaire fondé sur des aliments complets, à base végétale, et d'éviter la consommation de viande et de lait, afin de minimiser voire inverser le développement de maladies chroniques. Ils recommandent aussi de veiller à suffisamment s'exposer au soleil, afin de maintenir un bon niveau de vitamine D, et d'envisager la consommation de compléments alimentaires de vitamine B12. Les auteurs critiquent au passage les régimes appauvris en glucides (tels que le régime Atkins), lesquels prônent des restrictions sur les apports caloriques en provenance de glucides complexes.

## Réception et critiques
Le livre est un grand succès commercial, vendu à 500 000 exemplaires au cours des six premières années. Il est abondamment cité en défense des régimes végétariens.
En dépit de sa popularité, le livre a fait l'objet de nombreuses critiques. Le livre est notamment dénoncé comme faisant une mauvaise interprétation des données du China Project ; l'auteur aurait abusivement simplifié et orienté ses conclusions. De nombreuses études basées sur les mêmes données ont abouti à des conclusions différentes voire opposées à celles de T. Colin Campbell.
Vis-à-vis du régime Atkins, attaquants et défenseurs principaux, T. Colin Campbell et Eric Westmann, s'affrontent par articles interposés mais aussi lors d'un débat public en 2013, abondamment commenté depuis.